# Argopistes
Argopistes is een geslacht van kevers uit de familie bladkevers (Chrysomelidae).
De wetenschappelijke naam van het geslacht werd in 1860 gepubliceerd door Victor Ivanovitsch Motschulsky.

## Soorten
- Argopistes bicolor Medvedev, 1993
- Argopistes gourvesi Samuelson, 1979
- Argopistes udege Konstantinov in Lopatin & Konstantinov, 1994
- Argopistes variabilis Medvedev, 1996